# Arthur Schaade
Arthur Schaade (* 19. August 1883 in Thorn; † 22. Oktober 1952 in Hamburg) war ein deutscher Semitist.

## Leben
Schaade studiert an der Universität Leipzig und gehörte seit 1902 der Leipziger Burschenschaft Germania an. Später wurde er auch Alter Herr der Straßburger Burschenschaft Alemannia zu Hamburg. Er wurde 1906 in Leipzig zum Dr. phil. promoviert.
Er habilitierte bei Franz Praetorius in Breslau.
Er wirkte als Privatdozent für Arabisch an der Universität Leiden.
Vom 1. November 1913 bis zum 4. August 1914 war er für neun Monate als Direktor der Vizeköniglichen Bibliothek in Kairo tätig. Während des Ersten Weltkriegs arbeitete er ab 1917 als Dolmetscheroffizier bei der Heeresgruppe Yıldırım.
Von 1919 bis 1951 war er außerordentlicher Professor für Semitistik an der Universität Hamburg.
Von 1930 bis 1934 lehrte er als Professor an der Fuʾād I. Universität in Gizeh über semitische Sprachen.

## Schriften (Auswahl)
- Sibawaihi's Lautlehre. Leiden 1911, OCLC 876283497.
- Die Kommentare des Suhaili und des Abū Ḏarr zu den Uḥud-Gedichten in der Sīra des Ibn Hišām. (Ed. Wüstenfeld I, 611–638). Nach den Handschriften zu Berlin, Straßburg, Paris und Leipzig. Leipzig 1920, OCLC 28140629.
- Orientalisches und Nichtorientalisches in der schöngeistigen arabischen Prosaliteratur des heutigen Ägyptens. Hildesheim 1951, OCLC 252470198.